# Studentské unie v Česku
Studentská unie je v Česku speciálním případem studentské organizace. Jedná o vysokoškolskou studentskou organizaci s právní subjektivitou (výjimku tvoří Česká středoškolská unie). Specifikem studentské unie je, že v základu je jejím účelem vždy nějakým způsobem zastupovat nebo reprezentovat určitou skupinu studentů nebo studenty jako celek. To v kontextu českého akademického prostředí tvoří složité vztahy mezi studentskou unií a oficiálními zástupci studentů v akademickém senátu.

## Typy studentských unií v Česku po roce 1989
V České republice existují nebo existovaly celkem 4 typy vysokoškolských studentských unií.

### Oborová nebo fakultní studentská unie
Tento typ studentské unie sdružuje pouze studenty jednoho oboru nebo jedné fakulty. Oborová nebo fakultní unie nejčastěji prosazuje změny a zlepšení jménem studentů vůči vedení katedry, fakulty nebo univerzity. Zároveň může pořádat kulturní či jiné akce. Tento druh unie je ze své podstaty omezen na určitou část akademické obce konkrétní univerzity a rozsah aktivit zajišťovaných unií bývá omezený.
Příkladem takovéto unie je například Studentská unie Fakulty informatiky Masarykovy univerzity

### Celouniverzitní studentská unie s fyzickým členstvím
Tento typ studentské unie funguje na celé univerzitě. Hájí zájmy studentů celé univerzity a pořádá celouniverzitně významné akce, jako jsou například plesy, vítání prváků, majálesy, koncerty a jiné. Specifikem je, že jejími členy mohou být pouze studenti dané univerzity. V některých případech mohou být členy unie i absolventi nebo studenti jiných vysokých škol. Členy unie však nejsou spolky nebo jakékoli jiné právnické osoby. 
Nejznámějšími zástupci tohoto druhu studentské unie v ČR jsou Studentská unie Univerzity Tomáše Bati ve Zlíně a Stavovská unie studentů Ostrava. Tento druh unie bývá dominantní studentskou organizací na univerzitě. Vyskytuje se nejčastěji na univerzitách, kde není velké množství aktivních studentských organizací anebo toto množství bylo nízké v době vzniku studentské unie.

### Celouniverzitní studentská unie s členskými organizacemi a fyzickým členstvím
Tento typ studentské organizace může mít kromě fyzického členství i členské organizace. Tato unie je častější na univerzitách s větším počtem studentských organizací a proto má jako jeden ze svých orgánů Sněm (nebo Parlament nebo jiný název tohoto vnitřního orgánu unie), ve kterém jsou právě delegáti za členské studentské organizace. Existence členských organizací s hlasovacím právem uvnitř unie z principu zesložiťuje fungování organizace. Studentské organizace se členstvím ve studentské unii částečně vzdávají své samostatné pozice vůči vedení univerzity. Nejznámějšími zástupci tohoto typu SU jsou Studentská unie ČVUT a Masarykova studentská unie. Některé studentské unie tohoto typu zanikly z důvodu vysoké složitosti fungování (např. Studentská unie UK, Unie studentů VŠE).

### Národní vysokoškolská studentská unie
Národní studentská unie je studentská organizace, která zastřešuje členské studentské organizace a studenty z celé země. To ji dává určitou legitimitu vystupovat jménem všech vysokoškolských studentů a hájit jejich zájmy. 
V Česku existoval tento typ unie jen krátce po roce 1989 jako Českomoravský vysokoškolský studentský parlament a následně jako Stavovská unie studentů. Obě organizace jsou spojeny se jmény studentských představitelů Sametové revoluce.
Opětovný pokus o založení národní studentské unie byl v podobě České studentské unie, která působila mezi lety 2009–2014 jako neformální síť studentských organizací.
V Česku tedy neexistuje národní studentská organizace zastřešující studenty a/nebo studentské organizace. Jediným reprezentantem VŠ studentů na národní úrovni je státem zřizovaná Studentská komora Rady vysokých škol.